# Пэншуй-Мяо-Туцзяский автономный уезд
Пэншуй-Мяо-Туцзяский автономный уезд (кит. упр. 彭水苗族土家族自治县, пиньинь Péngshuǐ Miáozú Tǔjiāzú zìzhìxiàn) — автономный уезд города центрального подчинения Чунцин (КНР).

## География
Пэншуй-Мяо-Туцзяский автономный уезд расположен в юго-восточной части города Чунцин. Рельеф уезда сложный и представлен, в основном, горными хребтами, имеющими значительные долины и склоны. На холмистую местность приходится 13,39 % территории уезда, на горный рельеф — 52,88 %.

### Климат
Климат уезда влажный субтропический муссонный, среднегодовая температура +17,5ºС, в среднем за год выпадает 1104,2 мм осадков, среднегодовое испарение — 950,4 мм, безморозный период составляет 311 дней. Общий климат характеризуется мягкостью, обилием осадков, небольшой облачностью, ранними весенними дождями, жарким летом, холодными осенними дождями и зимним морозом. Ранняя весна характеризуется холодными ветрами, градом; лето бывает как пасмурным и дождливым, так и теплым и засушливым; осень дождливая; зимой снежный покров небольшой, среднесуточная температура чуть выше 0ºС. Безморозный период в долине рек составляет 312 дней, в горах он уменьшается до 235 дней.

## История
Уезд Пэншуй был создан при империи Суй в 593 году.
В 1983 году уезд Пэншуй был преобразован в Пэншуй-Мяо-Туцзяский автономный уезд провинции Сычуань.
В 1997 году уезд был передан под юрисдикцию Чунцина.

## Население
Около 60 % населения уезда составляют представители 11 национальных меньшинств: мяо, туцзя, монголы, хуэйцзу, гэлао, дун, тибетцы, маньчжуры, чжуаны, ицзу и хани.

## Административно-территориальное деление
Уезд делится на 3 уличных комитета, 14 посёлков и 22 волости: 
- Уличные комитеты: Ханьцзя (汉葭街道), Шаоцин (绍庆街道), Дяньшуй (靛水街道).
- Посёлки: Баоцзя (保家镇), Юйшань (郁山镇), Гаогу (高谷镇), Санчжэ (桑柘镇), Луцзяо (鹿角镇), Хуанцзя (黄家镇), Пуцзы (普子镇), Луншэ (龙射镇), Ляньху (连湖镇), Ваньцзу (万足镇), Синьтянь (新田镇), Пинъань (平安镇), Чаншэн (长生镇), Аньцзы (鞍子镇).
- Волости: Яньдун (岩东乡), Лумин (鹿鸣乡), Дитан (棣棠乡), Тайюань (太原乡), Саньи (三义乡), Ляньхэ (联合乡), Шилю (石柳乡), Лунси (龙溪乡), Цзоума (走马乡), Лутан (芦塘乡), Цяоцзы (乔梓乡), Мэйцзыя (梅子垭乡), Чжуфу (诸佛乡), Сяочан (小厂乡), Тунлоу (桐楼乡), Шанъань (善感乡), Шуанлун (双龙乡), Шипань (石盘乡), Дая (大垭乡), Жуньси (润溪乡), Ланси (朗溪乡), Лунтан (龙塘乡).

## Экономика
В уезде выращивают лекарственные растения для традиционной китайской медицины, в том числе кадсуру.

## Культура
Уезд является важным культурным центром народа мяо, здесь сохраняются свадебные и песенные традиции.